# Lőkös István
Lőkös István (Eger, 1933. november 10.) magyar irodalomtörténész, szlavista, nyugalmazott egyetemi tanár, az irodalomtudomány kandidátusa (1984) és doktora (1995). A Zágrábi Egyetem hungarológiai tanszékén vendégprofesszor. A Magyar Tudományos Akadémia Irodalomtudományi Bizottságának tagja.

## Életpályája
Szülei: Lőkös Dániel János és Szendrei Mária voltak. 1953-1957 között a Kossuth Lajos Tudományegyetem Bölcsészettudományi Karának magyar-orosz szakos hallgatója volt. 1957-1959 között az egri Közgazdasági Technikum tanára volt. 1959-1985 között az Egri Tanárképző Főiskola irodalomtörténeti tanszékén tanársegéd, adjunktus, docens volt. 1985-1994 között a Kossuth Lajos Tudományegyetem Bölcsészettudományi Karának összehasonlító irodalomtudományi tanszékén volt docens, 1988-2003 között tanszékvezető, 1994-2003 között pedig egyetemi tanár. 2000 óta a Horvát Tudományos és Művészeti Akadémia levelező tagja.
Kutatási területe a magyar felvilágosodás irodalma, valamint a horvát, szlovén, szerb irodalmak, a dél-szláv és a magyar irodalom kapcsolatai.

## Magánélete
1959-ben házasságot között Jakab Évával. Egy fiuk született; Péter (1966).

## Művei
- Hidak jegyében (tanulmányok, Budapest, 1974)
- Vitkovics Mihály válogatott művei (szerkesztette, Budapest, 1980)
- Virág Benedek válogatott művei (szerkesztette, Budapest, 1980)
- Érzelmes históriák. Erkőltsi Mesék, mellyket frantziából fordított Báróczi Sándor magyar nemes testőrző, Geszner' Idylliumi – Fordította Kazinczy Ferenc, Bácsmegyeynek öszve-szedett levelei – Költött történet. (szerkesztette, Budapest, 1982)
- Ányos Pál válogatott művei (szerkesztette, Budapest, 1984)
- Magyar és délszláv irodalmi tanulmányok (tanulmányok, Budapest, 1984)
- Toldy Ferenc: Irodalmi arcképek (szerkesztette, Budapest, 1985)
- "Külömb-külömb féle jó és rossz szagú virágokkal tellyes kert.". Pasquillusok a XVII-XVIII. századból (szerkesztette, Budapest, 1989)
- A horvát irodalom története (Budapest, 1996)
- A Kaptoltól a Ludovikáig (Budapest, 1997)
- Déli szláv-magyar szellemi kapcsolatok (Miskolc, 1997)
- Zrínyi eposzának horvát epikai előzményei (Debrecen, 1997)
- Hrvatsko-madzarske književne veze (Zágráb, 1998)
- Erlebnisse und Rezeption. Krležas Kerempuh-Balladen aus ungarischer Sicht (München, 1999)
- Marko Marulić: Judit (Budapest, 1999)
- Nemzettudat, nyelv és irodalom (Budapest, 2002)
- Od Marulića do Krleže (Split, 2003)
- Nemzettudat és regény (Debrecen, 2004)
- Horvát irodalmi antológia (Budapest, 2004)
- Átölelő szivárvány (Eger, 2005)
- Ódon tetők alatt. Ksaver Šandor Gjalski: Elbeszélések (Budapest, 2006)
- Horvát-magyar és szerb-magyar irodalmi interferenciák (Budapest, 2007)
- Kroatističke croatohungarološke teme (Budapest, 2007)
- Marko Marulić: Zsuzsánna (Budapest, 2007)
- Nationalbewusstsein, Ungarnbild und Roman. Kapitel aus der Geschichte der kroatischen Kunstprosa des 19. Jahrhunderts (München, 2008)
- Ksaver Šandor Gjalski (Eötvös József,  Budapest, 2008)
- Pristupi Gjalskom (Zágráb, 2010)
- Od Kaptole do Ludoviceuma. Hrvatska nacionalna svijest i doživljaj mađarstva u djelu Miroslava Krleže / A Kaptoltól a Ludovikáig. Horvát nemzettudat és magyarságélmény Miroslav Krleža életművében; Croatica, Budapest, 2013
- Litteratura kajkaviana et croatica (Felsőmagyarország, Miskolc, 2013)
- Litteratura kajkaviana. A kaj horvát irodalomtörténet magyar szemmel (Kairosz, Budapest, 2014)
- A Dráván túl és innen. Miroslav Krleža és horvát irodalmi kapcsolataink (Budapest, 2019)
- Zbogom, Zagrebe – Isten veled, Zágráb. Horvátországi emlékeim; Nap, Budapest, 2022 (Magyar esszék)
- Párhuzamok és recepció. Horvát-magyar-szlovén irodalmi és egyházi kapcsolatok a reformáció korában (Eötvös József, Budapest, 2024)
- Trianon után. A tovább élő croato-hungarus tudat (Nap kiadó, Budapest, 2024)

## Díjai, kitüntetései
- Heves megye Tanács Művészeti Díja (1973)
- Szocialista Kultúráért (1976)
- Pro Cultura Agriae-díj (1989)
- Davidas-díj (1997, 2008, 2011)
- Széchenyi professzori ösztöndíj (1999-2002)
- INA-díj (2003)
- Magyar Köztársaság Érdemrend Tisztikeresztje (2003)
- Horvát Hajnalcsillag Érdemrend (2018)